# M51-ULS-1 b

M51-ULS-1b в представлении художника

M51-ULS-1 b — первый официально подтверждённый объект-кандидат на статус планеты, найденный за пределами нашей галактики Млечный Путь.

## История открытия
Открытие первой планеты за пределами Млечного пути было анонсировано в сентябре 2020 года и, после верификации исследования, официально подтверждено американским космическим агентством NASA 25 октября 2021 года. Доклад, посвящённый обнаружению первой за пределами нашей галактики экзопланеты, был опубликован в журнале Nature Astronomy.
Данные, подтверждающие возможное наличие планеты, были получены при помощи космической обсерватории «Чандра».
Планета была обнаружена путём наблюдения её транзита перед объектом-компаньоном (чёрной дырой или нейтронной звездой) в системе двойной звезды M51-ULS-1. Наблюдение производилось с использованием космического телескопа «Чандра» в рентгеновских лучах, в процессе наблюдения объект-кандидат перекрыл поток рентгеновского излучения от объекта-компаньона примерно на три часа (чёрной дыры, либо тяжёлой нейтронной звезды). Предполагаемый размер этого объекта, предположительно пережившего взрыв сверхновой, несколько больше Сатурна, а равновесная температура даже несмотря на чрезвычайно длительный период обращения (около 70 лет) и широкую орбиту (40+ а. е.) достигает 1000 K из-за очень высокой светимости как диска, так и звезды-донора, гиганта раннего спектрального класса B или позднего спектрального класса O.

## Расположение
Первая обнаруженная за пределами галактики Млечный путь экзопланета находится в спиральной галактике Водоворот (М 51 или NGC 5194), открытой в 1773 году французским астрономом Шарлем Мессье.
Расстояние от Земли до этого объекта оценивается примерно как 28 млн световых лет.